# Allendale (Míchigan)
Allendale es un lugar designado por el censo ubicado en el condado de Ottawa en el estado estadounidense de Míchigan. En el Censo de 2010 tenía una población de 17579 habitantes y una densidad poblacional de 287,04 personas por km².

## Geografía
Allendale se encuentra ubicado en las coordenadas 42°59′9″N 85°57′9″O / 42.98583, -85.95250. Según la Oficina del Censo de los Estados Unidos, Allendale tiene una superficie total de 61.24 km², de la cual 58.86 km² corresponden a tierra firme y (3.89%) 2.38 km² es agua.

## Demografía
Según el censo de 2010, había 17579 personas residiendo en Allendale. La densidad de población era de 287,04 hab./km². De los 17579 habitantes, Allendale estaba compuesto por el 90.66% blancos, el 3.27% eran afroamericanos, el 0.43% eran amerindios, el 1.45% eran asiáticos, el 0.04% eran isleños del Pacífico, el 1.83% eran de otras razas y el 2.33% pertenecían a dos o más razas. Del total de la población el 4.77% eran hispanos o latinos de cualquier raza.